# Таулыкаевское медресе
Таулыкаевское медресе, «Иманисти» — медресе, среднее учебное заведение, действовавшее в XIX—XX веках в селе Нижнетавлыкаево Орского уезда Оренбургской губернии.

## История
Медресе было основано при соборной мечети в середине XIX века в деревне Нижнетавлыкаево Орского уезда Оренбургской губернии.
Таулыкаевское медресе было подчинено Оренбургскому магометанскому духовному собранию. Содержалось на частные пожертвования.
С 1893 года Таулыкаевское медресе располагалось в собственном здании, которое было возведено на средства казахского бая Д. Имамбаева. С этого времени программа обучения в медресе основывалась на новометодной системе преподавания. В честь Имамбаева медресе стали называть «Иманисти».
В 1926 году медресе «Иманисти» было закрыто.

## Обучение
Учёба в медресе была бесплатной. В Таулыкаевское медресе принимались лица мужского пола с 7—10 лет. Продолжительность обучения составляла 7—10 лет.
В образовательную программу медресе «Иманисти», вместе с богословскими дисциплинами, входили арабский и персидский языки, география, история, педагогика, психология и другие предметы.
В медресе обучались башкиры, казахи, татары. Численность учащихся за год составляло от 200 до 250 человек.
Среди выпускников Таулыкаевского медресе был Х. Рахимов; также здесь учились М. А. Баимов, Ш. Ш. Габдиев, М. Сиражетдинов, М. С. Утябаев.

### Преподаватели
- мударрис Халиулла Рахимов (с 1893 года).
- Габит Сиргалин и др.